# Grotte dell'Annunziata
Le grotte dell'Annunziata sono una delle costruzioni monumentali della Asculum romana (oggi Ascoli Piceno), esse sono in realtà grotte artificiali, tecnicamente dette "sostruzioni", sono nicchioni con volte a botte, addossati per tre lati alla rupe del Colle dell'Annunziata, che circondano interamente sul fianco di levante. Particolarità della struttura, forse unica nel suo genere, è la forma della terminazione dei fornici, che è "a cuneo", probabilmente per ancorare meglio la struttura alla collina rocciosa.

## Storia e descrizione
Gli archeologi hanno avanzato varie ipotesi sull'utilizzo e la datazione delle sostruzioni, alla fine confluite negli studi attuali che teorizzano la loro realizzazione intorno al II-I secolo a.C., in età Augustea-Repubblicana; i confronti tipologici con costruzioni simili suggeriscono che la loro funzione fosse quella di stabilizzare il terreno per sostenere una costruzione, plausibilmente un tempio imponente e monumentale: il Capitolium, ben visibile dalla città in basso, poiché all'epoca la collina era nuda ed il contatto visivo tra città e colle era diretto.
Costruzioni analoghe alle sostruzioni dell'Annunziata sono: le sostruzioni sotto alla cattedrale di San Ciriaco ad Ancona; a Palestrina e Tivoli, dove i templi sacri dedicati a Giove erano innalzati su sostruzioni; il Campidoglio di Roma, dove le sostruzioni ampliavano il terrazzamento su cui si poggiava il tempio dedicato a Giove.
Interessante è sapere che per secoli l'ascesa dalla città alla cima della collina è avvenuta seguendo il sentiero che costeggia queste "grotte".
Le grotte sono costituite da un grandioso porticato di nicchie a volta parallele tra loro che si sviluppano da piante a base rettangolare allungata che seguono l'irregolarità della rupe. Si elevano per 18 metri di altezza dal piano antico. Attualmente, sul lato meridionale, si distinguono 7 ambienti ed i muraglioni di sostegno. Sul lato di levante si contano 11 vani, alcuni dei quali seminterrati e sul lato settentrionale ci sono 4 vani completamente visibili. Le sostruzioni sono realizzate in calcestruzzo pozzolanico (emplecton), le mura sono in opus incertum e le volte in opus caementicium.
Secondo le tradizioni locali, prive di fondamento storico, le maestose volte erano parte dell'Acropoli Ascolana, forse la residenza del pretore, altre pensano che siano state inserite in un sistema fortificato, progettato a presiedere e difendere la città.